# Нијепор-Делаж NiD-52
Нијепор-Делаж NiD-52 (фр. Nieuport-Delage NiD-52) је ловачки авион направљен у Француској. Авион је први пут полетео 1927. године. 

Највећа брзина авиона при хоризонталном лету је износила 260 km/h.
Распон крила авиона је био 12,00 метара, а дужина трупа 7,64 метара. Празан авион је имао масу од 1360 килограма. Нормална полетна маса износила је око 1800 килограма.

## Наоружање
| Наоружање авиона: Нијепор-Делаж |          |
| Ватрено (стрељачко) наоружање   |          |
| Топ                             |          |
| Митраљез                        |          |
| Број и ознака митраљеза         | 2 Викерс |
| Калибар                         | 7,7      |
| Бомбардерско наоружање (бомбе)  |          |
| Ракетно наоружање (ракете)      |          |